# Breitenstein (Alpes du Chiemgau)
Pour les articles homonymes, voir Breitenstein.
Le Breitenstein est une montagne d'une hauteur de 1 661 m d'altitude dans le massif des Alpes de Chiemgau.

## Géographie

### Situation
Le sommet du Breitenstein est à environ 1,3 km au sud du Geigelstein (1 808 m). Comme celui-ci, il est situé entre la vallée de la Prien à l'ouest et celle de la Tiroler Ache à l'est.

## Ascension
Depuis le refuge de Prien, on peut atteindre le sommet à pied en 45 minutes environ. D'autres ascensions mènent directement du Geigelstein par son arête sud-ouest et du Wuhrsteinalm au sommet.